# Wilhelm Neuss
Wilhelm Neuss (o Neuß) (Montabaur, 24 de juliol de 1880 - Bonn, 31 de desembre de 1965) fou un sacerdot catòlic alemany, especialista en història de l'art i en història de l'Església.
Wilhelm Neuss es va criar a Aquisgrà i va estudiar Teologia i Història de l'art de 1899 a 1902 a les Universitats de Münster, Múnic, Bonn i Friburg de Brisgòvia. El 24 d'agost de 1903 fou ordenat sacerdot. El 1911 va defensar la tesi doctoral i el 1913 la d'habilitació. Des de 1917 estigué a la Universitat de Bonn, primer com a professor extraordinari i després com a catedràtic (1920) d'història de l'església. El 1927 va ocupar la càtedra de Història de l'Església a l'Edat Mitjana i Moderna i de Història de l'Art Cristià. El 1949 es jubilà.
Ocupà al llarg de la seva vida diversos càrrecs a l'arquebisbat de Colònia; formava part del capítol catedralici des de 1936. Durant l'època nazi ajudà diverses persones perseguides, entre elles el professor d'història de Bonn Wilhelm Levison, expulsat per ser jueu. També contribuí a salvar peces de la història de l'art.
Entre els seus estudis, en feu també sobre temes hispànics, particularment sobre manuscrits il·luminats. La seva tesi d'habilitació fou sobre la il·lustració de les bíblies catalanes del XI, la de Ripoll i Rodes. La seva producció científica comprèn més de 250 títols, entre articles i llibres, sobretot sobre art primitiu cristià (especialment català) i la història de l'església a Colònia.
Fou membre corresponent de l'Institut d'Estudis Catalans des de 1947. Amb, entre d'altres, Heinrich Finke, Johannes Vincke i J. Vives, dirigí la col·lecció Spanische Forschungen de la Societat Görres. El 1953 fou nomenat prelat domèstic del Papa.

## Publicacions
- Die Entwicklung der theologischen Auffassung des Buches Ezechiel bis zur Zeit der Frühscholastik. Tesi doctoral. Bonn 1911.
- Das Buch Ezechiel in Theologie und Kunst bis zum Ende des 12. Jahrhunderts. Mit besonderer Berücksichtigung der Gemälde in der Kirche zu Schwarzrheindorf. Ein Beitrag zur Entwicklungsgeschichte der Typologie der christlichen Kunst. Münster 1912.
- Die katalanische Bibelillustration um die Wende des ersten Jahrtausends und die altspanische Buchmalerei. Eine neue Quelle zur Geschichte des Auslebens der altchristlichen Kunst in Spanien und zur frühmittelalterlichen Stilgeschichte. Tesi d'habilitaició. Bonn und Leipzig 1922.
- Die Katalanische Bibel aus Sant Pere de Roda und Dürers Apokalypse, In: Miscel·lània Puig i Cadafalch: recull d'estudis d'arqueologia, d'història de l'art i d'història oferts a Josep Puig i Cadafalch per la Societat Catalana d'Estudis Històrics, vol. 1, 1951, p. 261-267